# 데드워터
《데드워터》(영어: Dead Water)는 미국에서 제작된 크리스 헬턴 감독의 2019년 스릴러 영화이다. 캐스퍼 밴딘 등이 출연하였고, 마크 앤드루스 등이 제작에 참여하였다.
이 영화는 VOD와 극장을 통해 2019년 7월 26일 공개되었다. 대한민국에서는 2020년 5월 28일 개봉되었다.

## 줄거리
데이비드 쿠퍼와 결혼한 비비안 쿠퍼 부부는 자신들에게 좋을 것이라며 휴가에 대해 이야기한다. 은퇴한 해병대원이자 형의 가장 친한 친구인 존은 술집에서 데이비드의 삶에서 무슨 일이 일어나고 있는지 이야기하고 있다. 그들은 몇몇 남자들이 TV에서 뉴스를 보도하던 그의 아내를 모욕하는 것을 우연히 듣는다. 두 남자와 싸운 후, 데이비드와 존은 술집을 나선다. 존은 데이비드와 그의 아내를 버진 아일랜드에서 자신의 요트를 회수하기 위한 여행에 초대한다. 존은 데이비드에게 자신에게 일어나는 일에 대해 치료사와 이야기해야 한다고 말하지만, 그는 걱정 없이 어깨를 으쓱하며 매일 복용하는 약을 싱크대에 버린다. 비비안은 직장에서 돌아와 존이 휴가에 대해 전화했고 가자고 제안했다고 이야기한다. 그날 밤 늦게 데이비드는 비비안에게 여행을 갈 수 있다고 말한다. 보트에 도착하자 존은 부부에게 부두를 떠나기 전에 보트를 둘러보자고 이야기한다.
비비안에 대한 존의 접근을 의심하며 데이비드는 존에게 좀 더 주의를 기울인다. 그들은 데이비드의 형과 추억에 대해 이야기한다. 존은 담배를 피우러 부부를 떠나고 데이비드는 존이 이상해 보인다고 말한다. 존이 계속해서 전쟁에 대해 묻기 때문에 상황이 긴장되고, 데이비드가 전쟁에 대해 이야기하는 것을 좋아하지 않는다고 말하자 존은 사과한다. 비비안은 존의 방에서 럼주를 찾으러 갔다가 데이비드가 찢겨진 자신과 존의 사진을 발견한다.
존은 불안한 행동을 드러내기 시작한다. 데이비드와 존이 수영하는 동안, 잭이라는 남자가 피 흘리는 눈을 가리고 물 건너편에서 그들의 보트를 지켜보고 있다.
데이비드는 비비안이 이전에 찾았던 사진을 발견한다. 그는 진실 게임을 하자고 제안하고 존은 그에게 몇 명을 죽였는지 묻는다. 데이비드는 비비안과 존이 키스할 것을 제안한다. 둘 다 거절한다. 잠에서 깨어난 데이비드는 지휘실에서 존을 발견하고 보트가 작동을 멈췄다는 말을 듣는다. 데이비드는 도움을 찾으러 가기로 결정하고 잭과 마주친다. 잭에게 총을 맞은 후 데이비드는 물에 누워 있고 잭은 존의 보트로 향한다. 보트로 돌아와 존은 비비안에게 사랑을 고백하지만 그녀는 그의 접근을 거절한다. 잭은 존의 보트에 와서 수수료를 받으면 도울 수 있다고 말한다. 존은 동의한다.
비비안은 데이비드의 전화에 계속 전화를 걸어 그를 찾다가 잭이 남편의 전화를 가지고 있다는 것을 깨닫는다. 그래서 잭은 비비안을 요트 안으로 데려가 존을 잭의 보트에 남겨두고 떠난다. 존은 데이비드에게 잭이 비비안을 죽이고 데려갔다고 말하고, 데이비드는 보트를 직접 시동 걸어 그들을 뒤쫓아간다.

## 출연진
- 캐스퍼 밴딘
- 저드 넬슨
- 브리앤 데이비스
- 그리프 퍼스트

## 기타 제작진
- 배역: 알리 데이